# Макева воденица
Макевата воденица (на гръцки: Σησαμοτριβείο του Μάκη) е историческа производствена сграда, воденица, в град Негуш, Гърция.
Зданието и техническото му оборудване са забележителен пример за местната традиционна архитектура от началото на XX век и е важен свидетелство за развитието на технологиите в града.
В 1999 година воденицата е обявена за паметник на културата.